# D’n Olliemeulen
D’n Olliemeulen is een onderslag watermolen, die in 1725 is gebouwd. De aanbouw stamt uit 1780.
De molen staat in Oploo aan de beek de Vloet (ook Oploose Molenbeek genoemd) vlak bij de korenmolen De Korenbloem. De molen is een oliemolen en een pelmolen geweest. Thans wordt er graan gemalen. Er zijn twee koppels maalstenen aanwezig: een koppel met 17der (150 cm doorsnee) kunststenen en een koppel met 17der natuurstenen.
Het ijzeren waterrad heeft een doorsnede van 5,04 m, is 74 cm breed en heeft 32 ijzeren schoepen.

## Overbrengingen
- De overbrenginsverhouding is 1 : 8,9 voor de ene maalstoel en 1 : 9,6 voor de andere.
- Het aswiel heeft 61 kammen met een steek van 10,5 cm.
- De bonkelaar heeft 21 kammen.
- Het spoorwiel heeft 86 kammen met een steek van 8,7 cm.
- Het ene steenrondsel heeft 28 staven en het andere 26 staven.

## Afbeeldingen

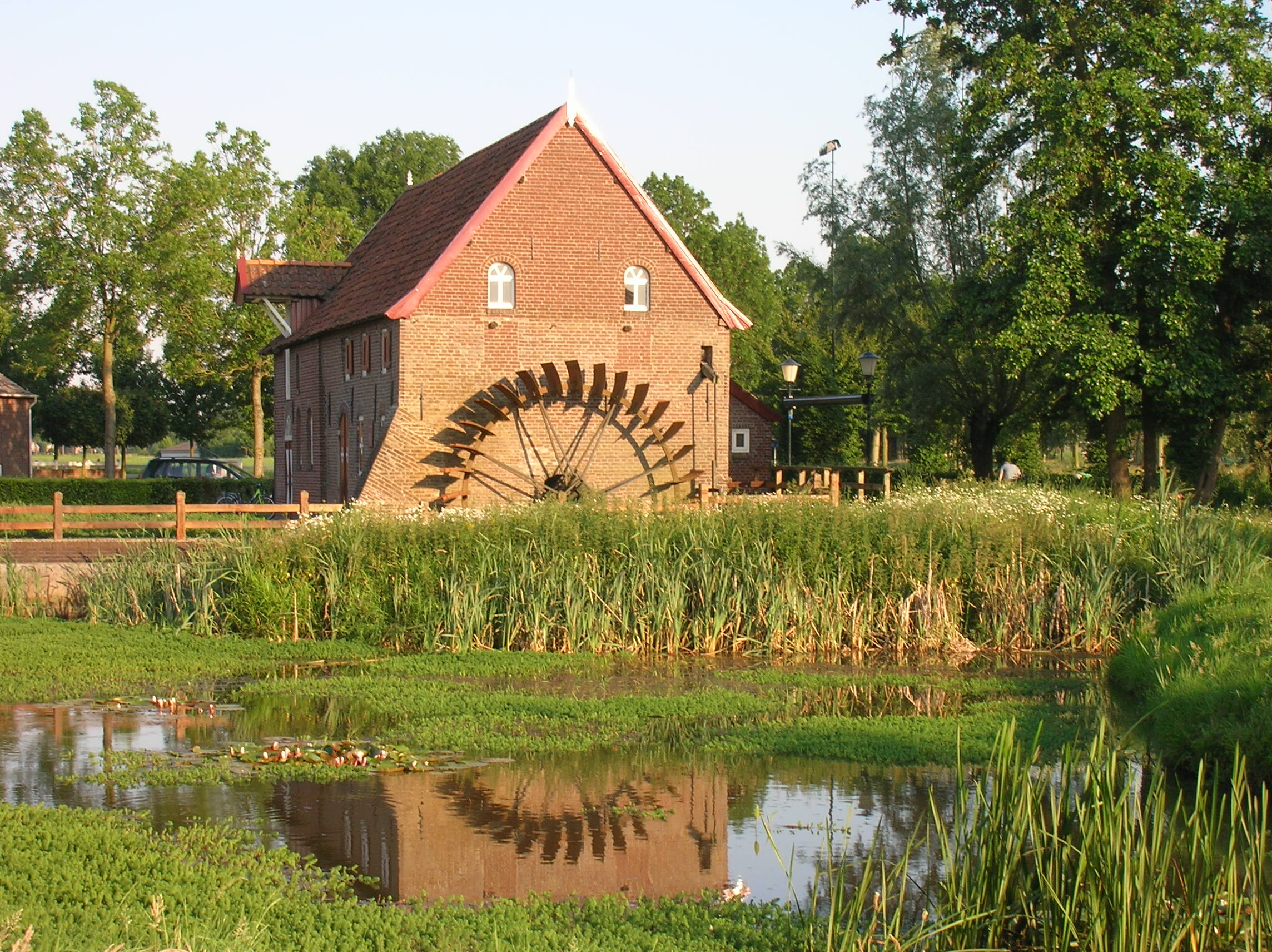
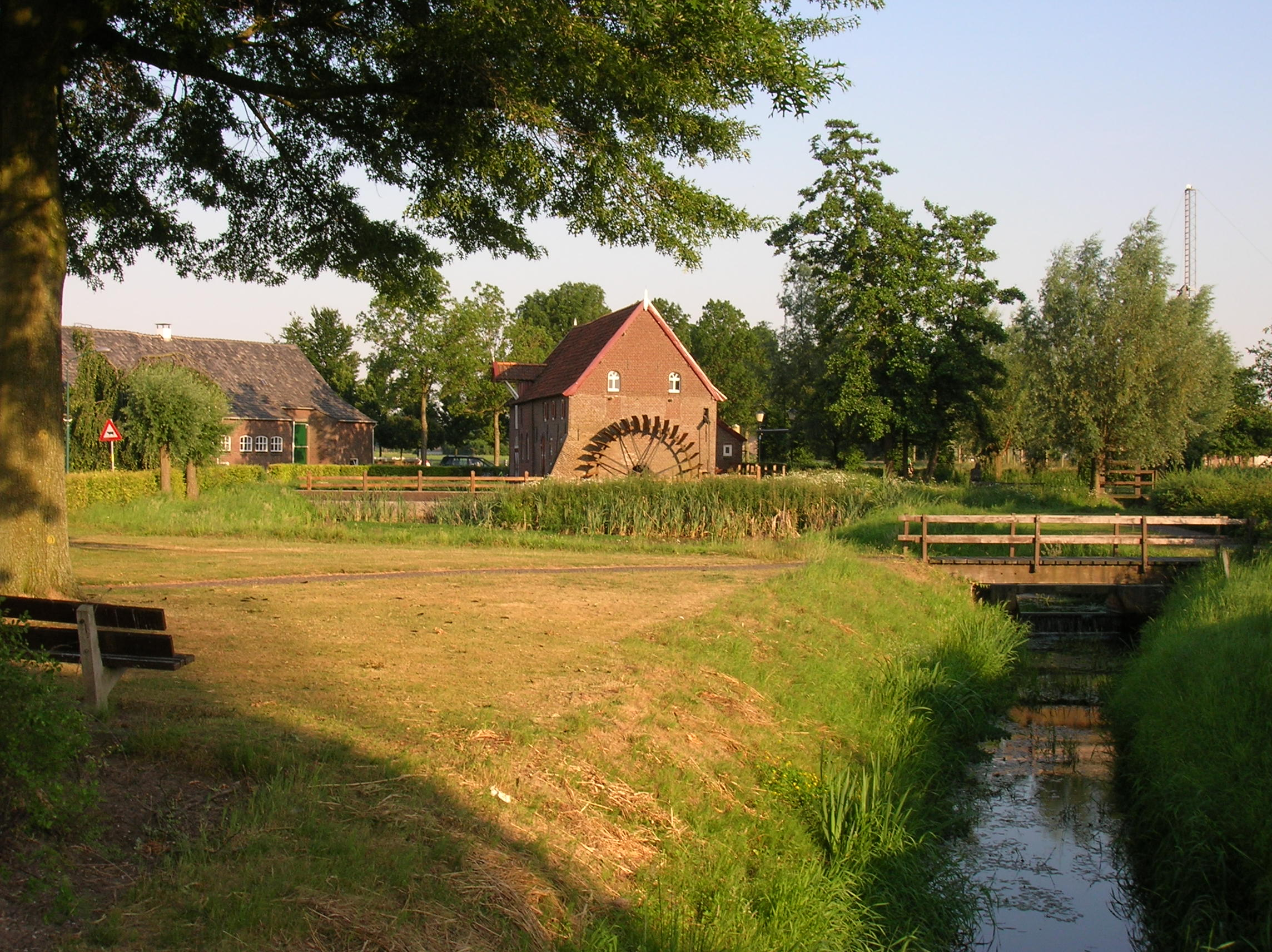
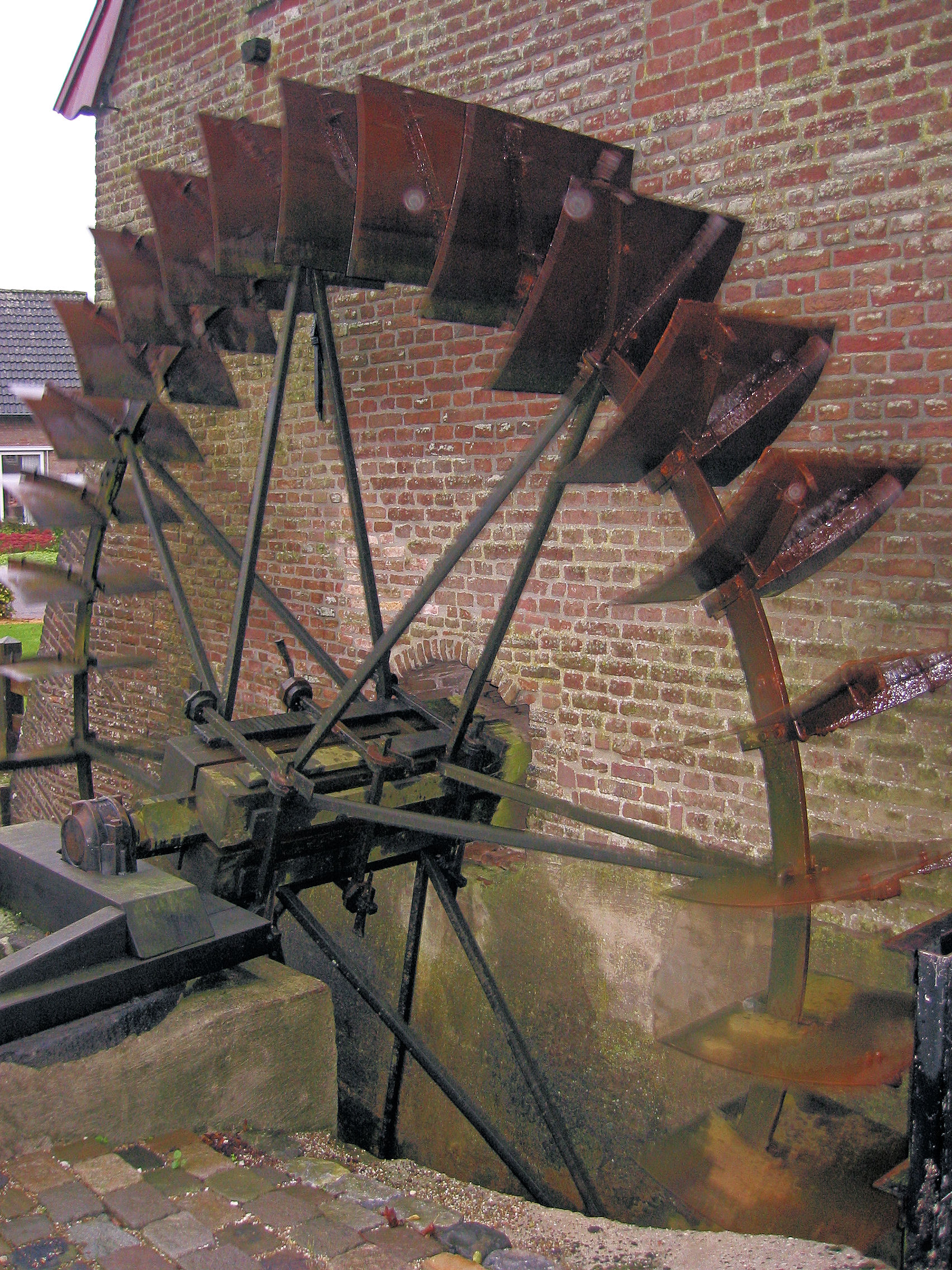
Waterrad
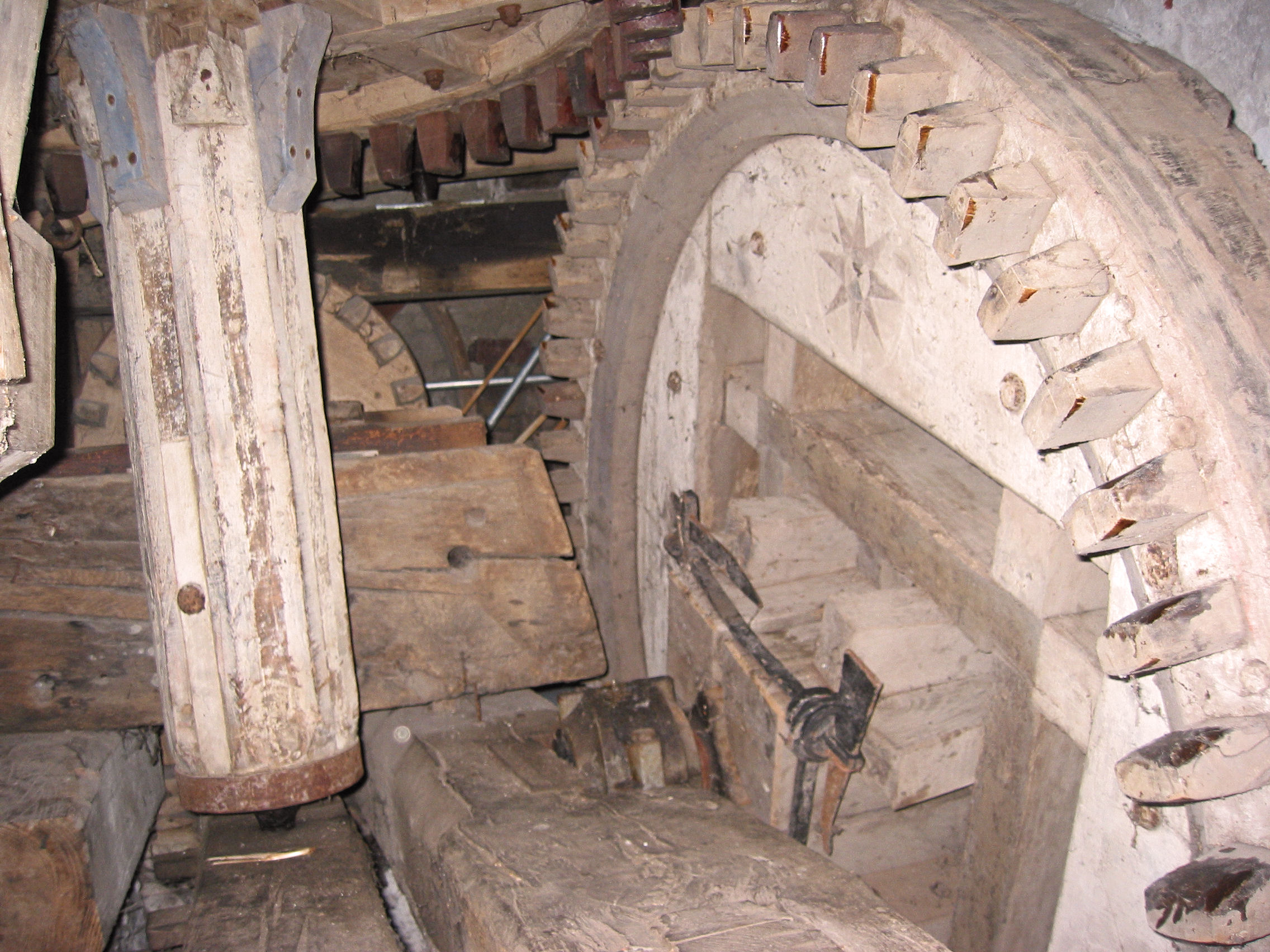
Aandrijving waterradas met aswiel
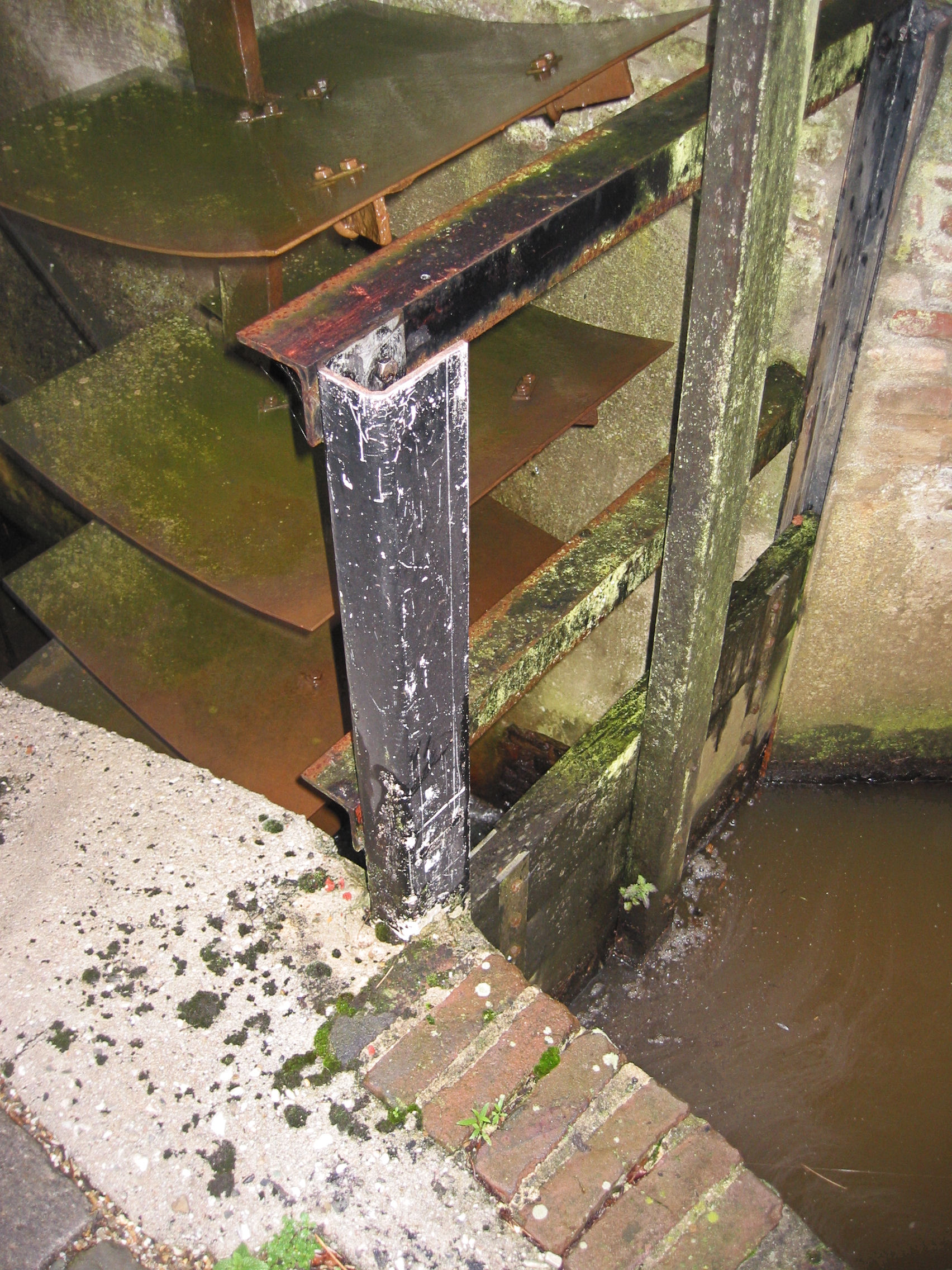
Watertoevoerschuif
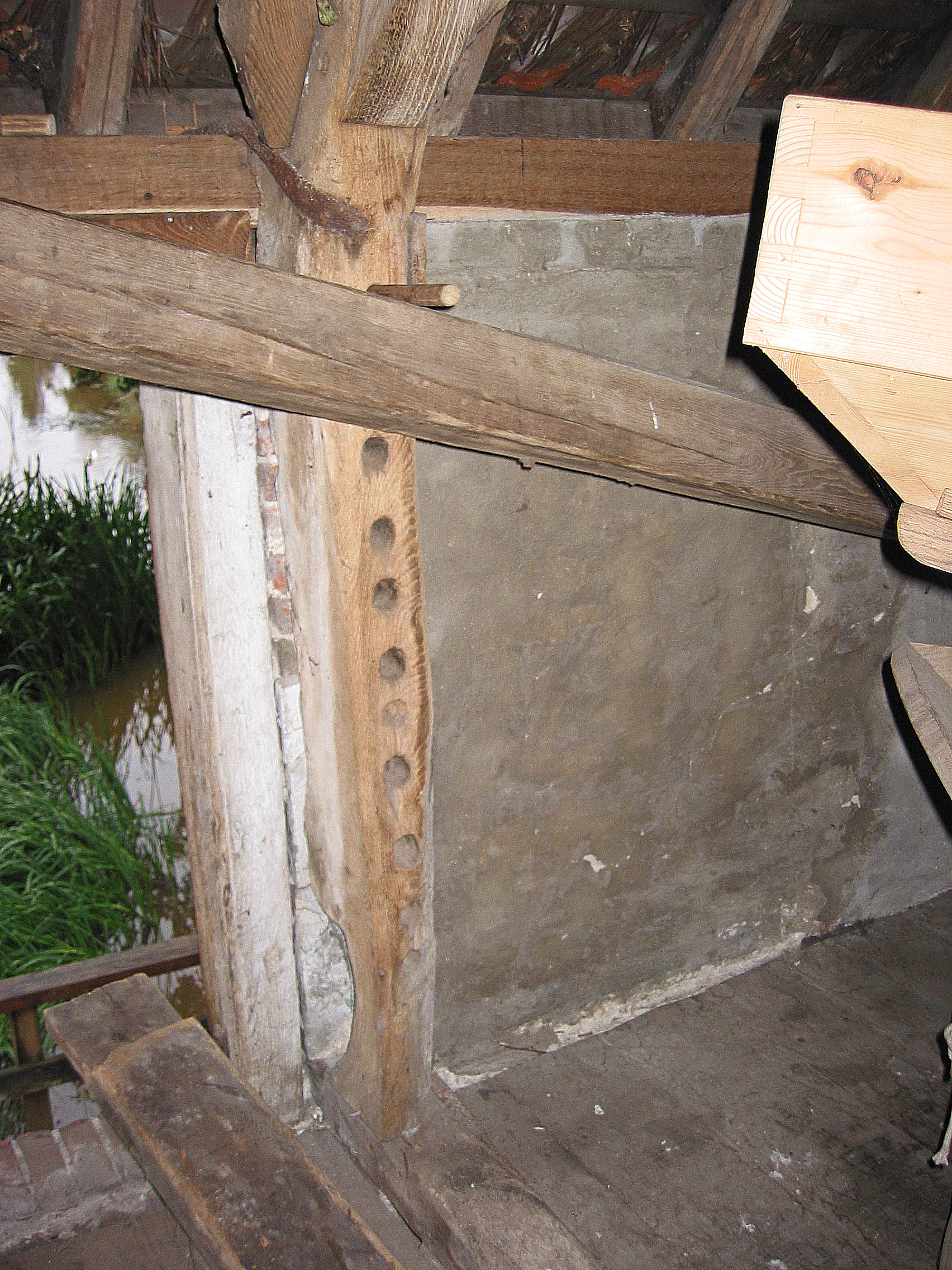
Watertoevoerschuif regelaar
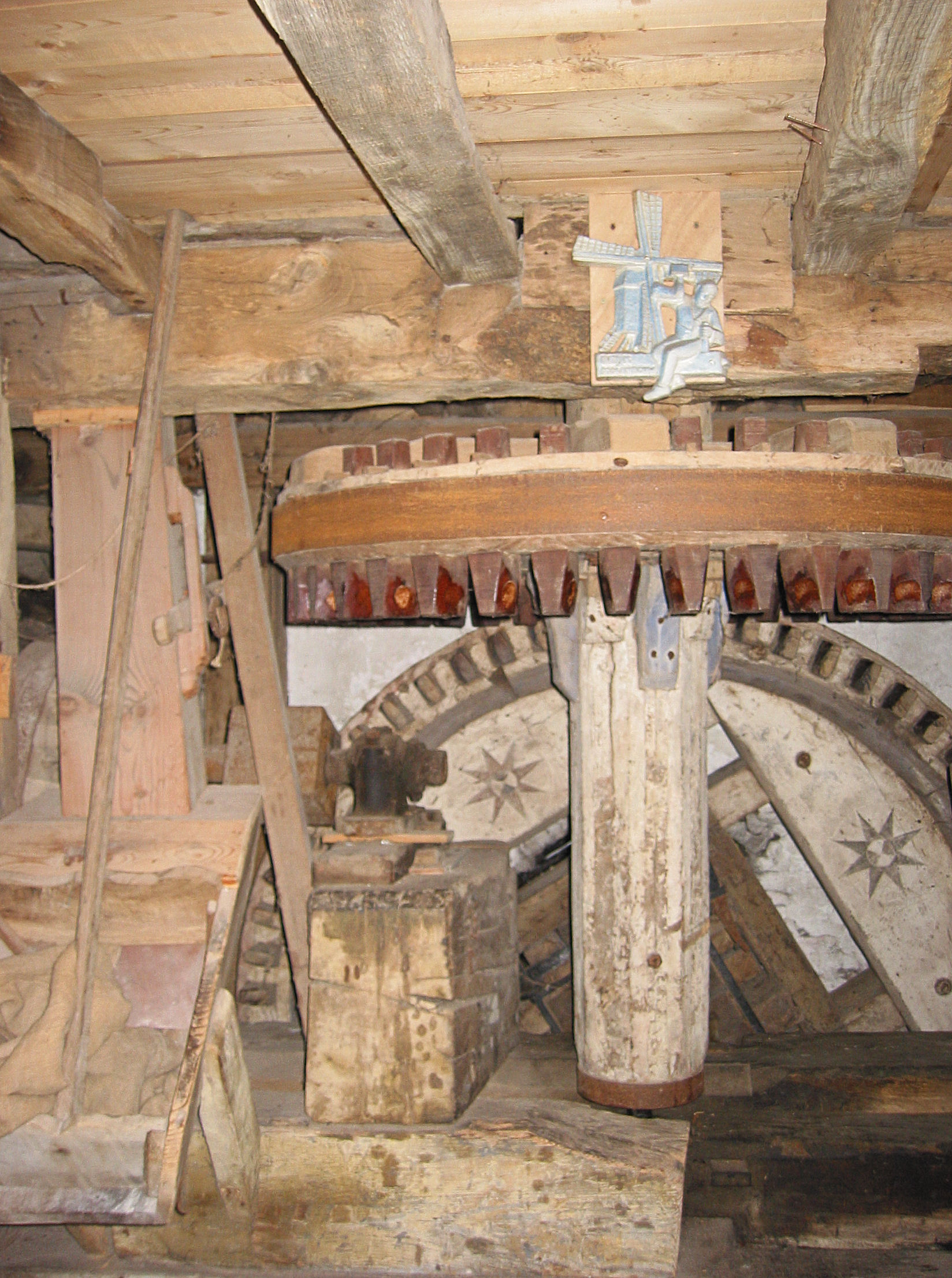
Koningsspil met bonkelaar en links meelpijp van linker maalstoel
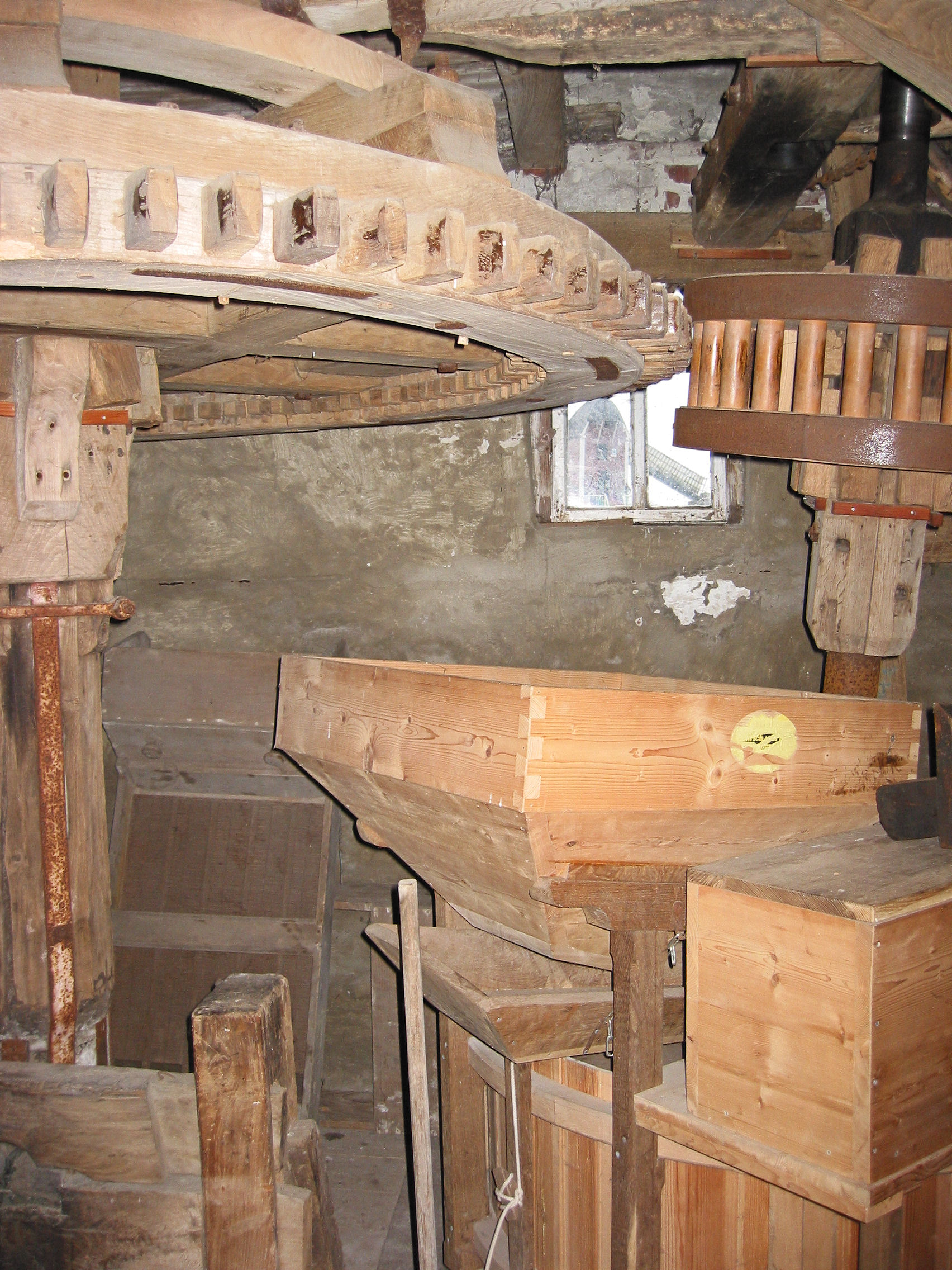
Koningsspil met spoorwiel en steenspil
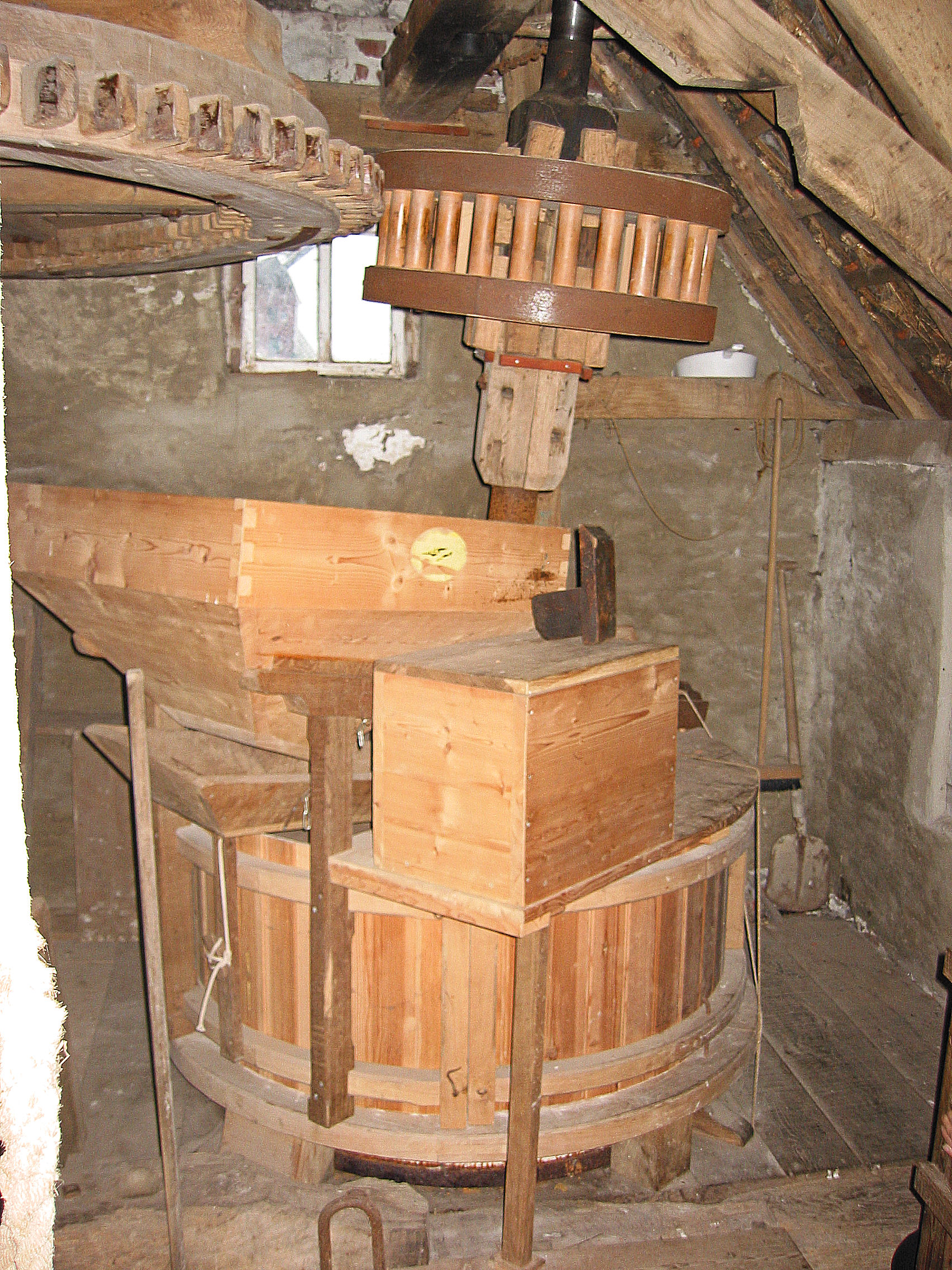
Spoorwiel met rechter maalstoel
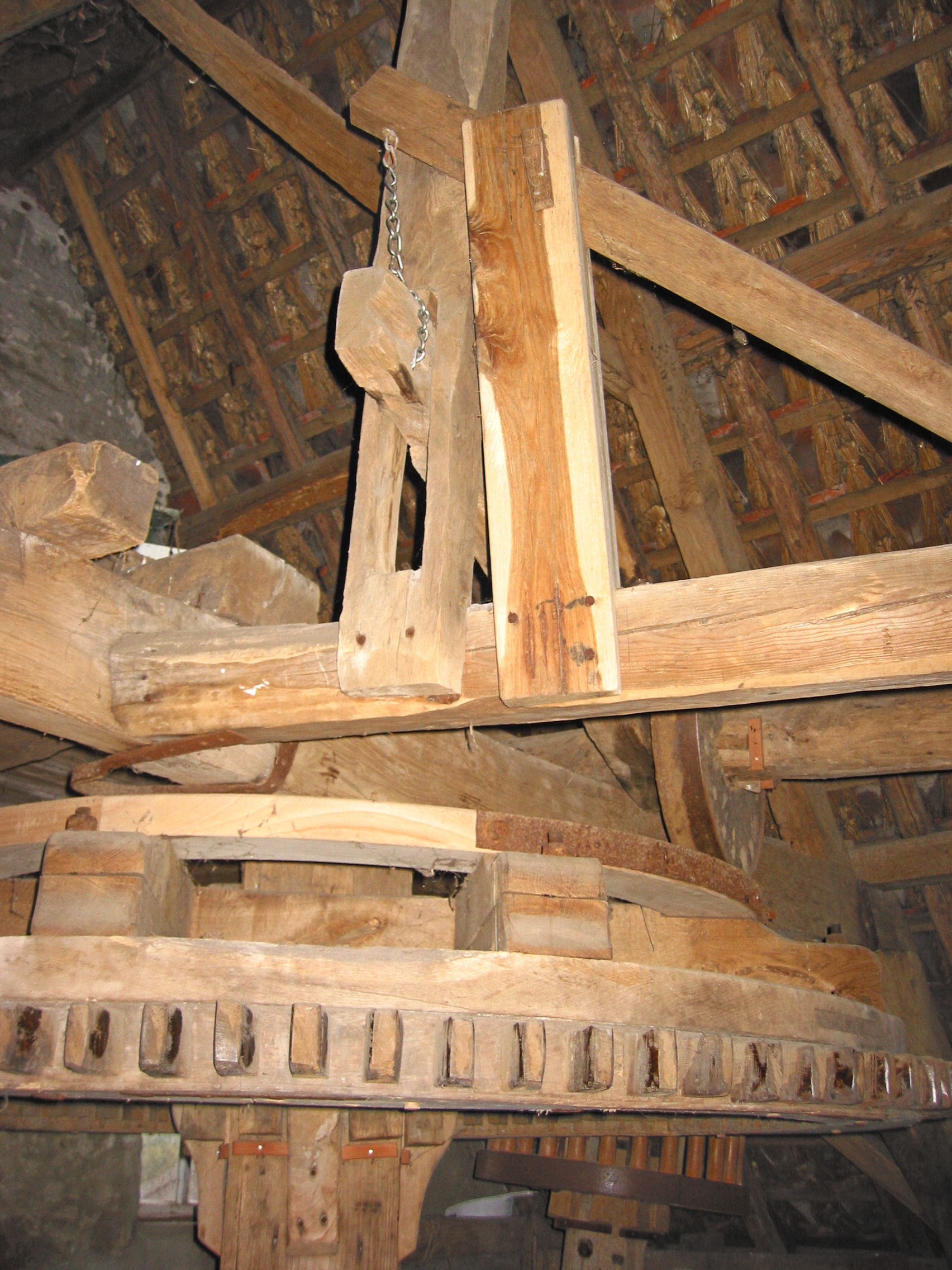
Spoorwiel en luitafel
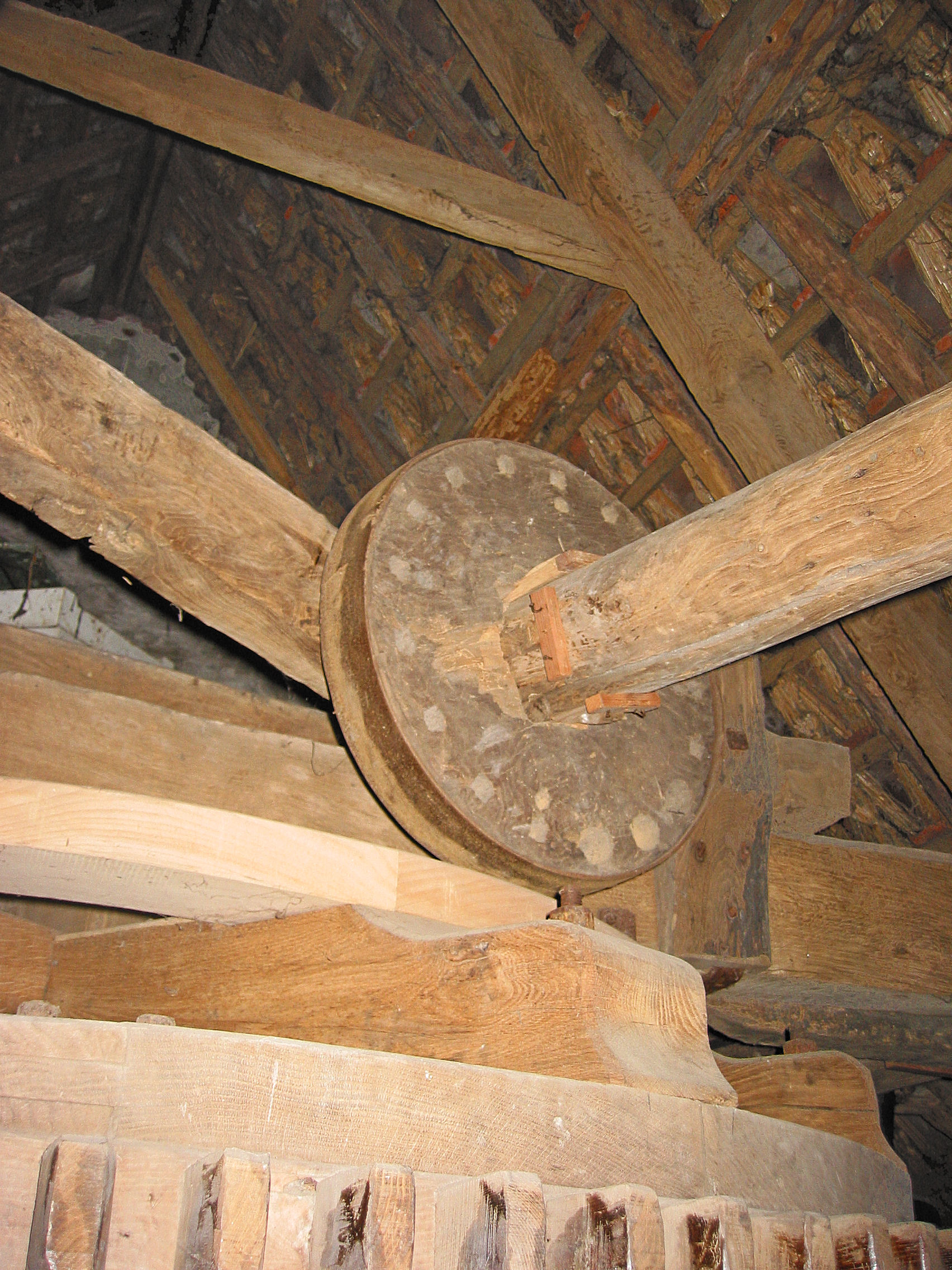
Spoorwiel en luitafel
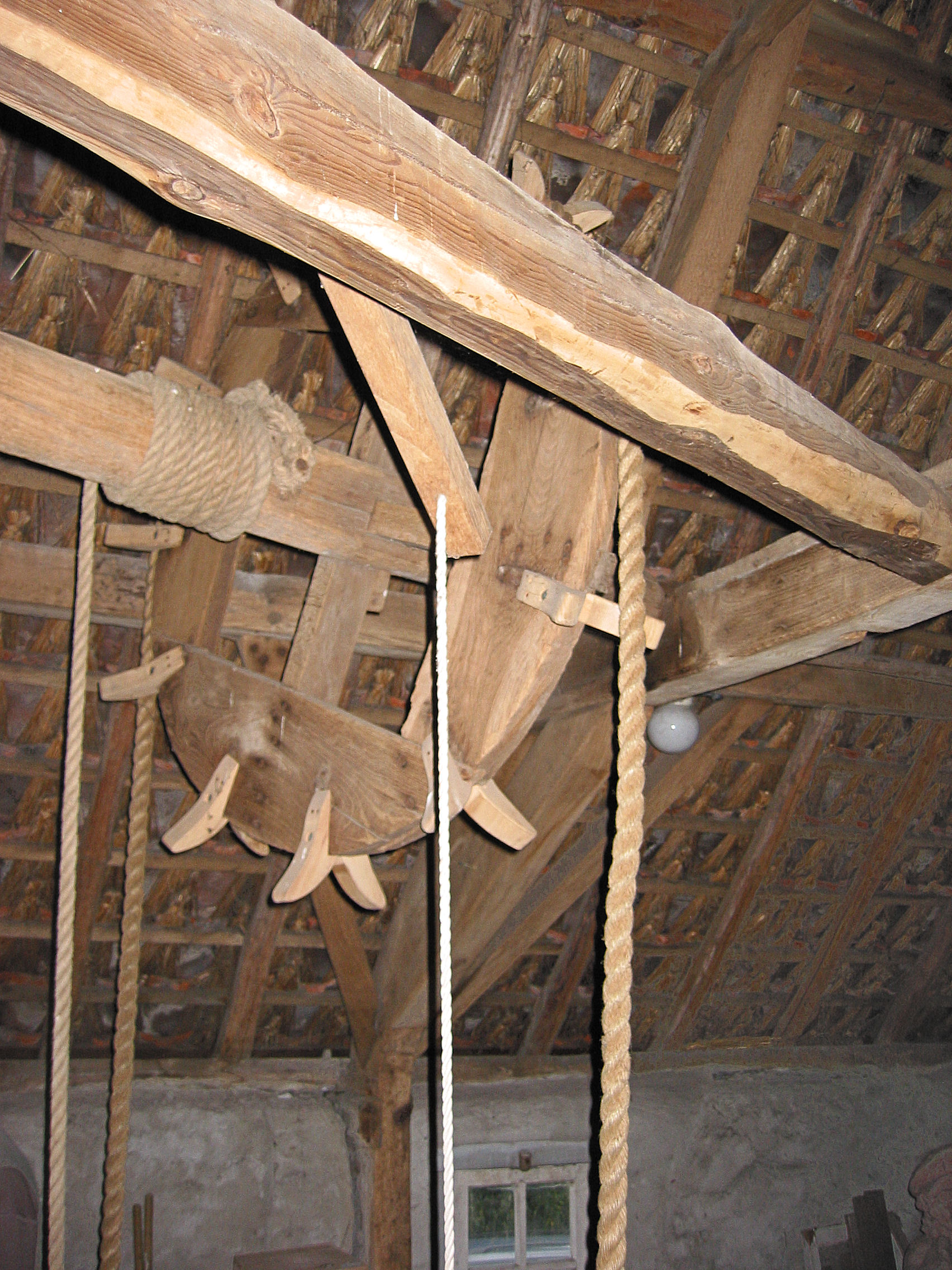
Gaffelwiel
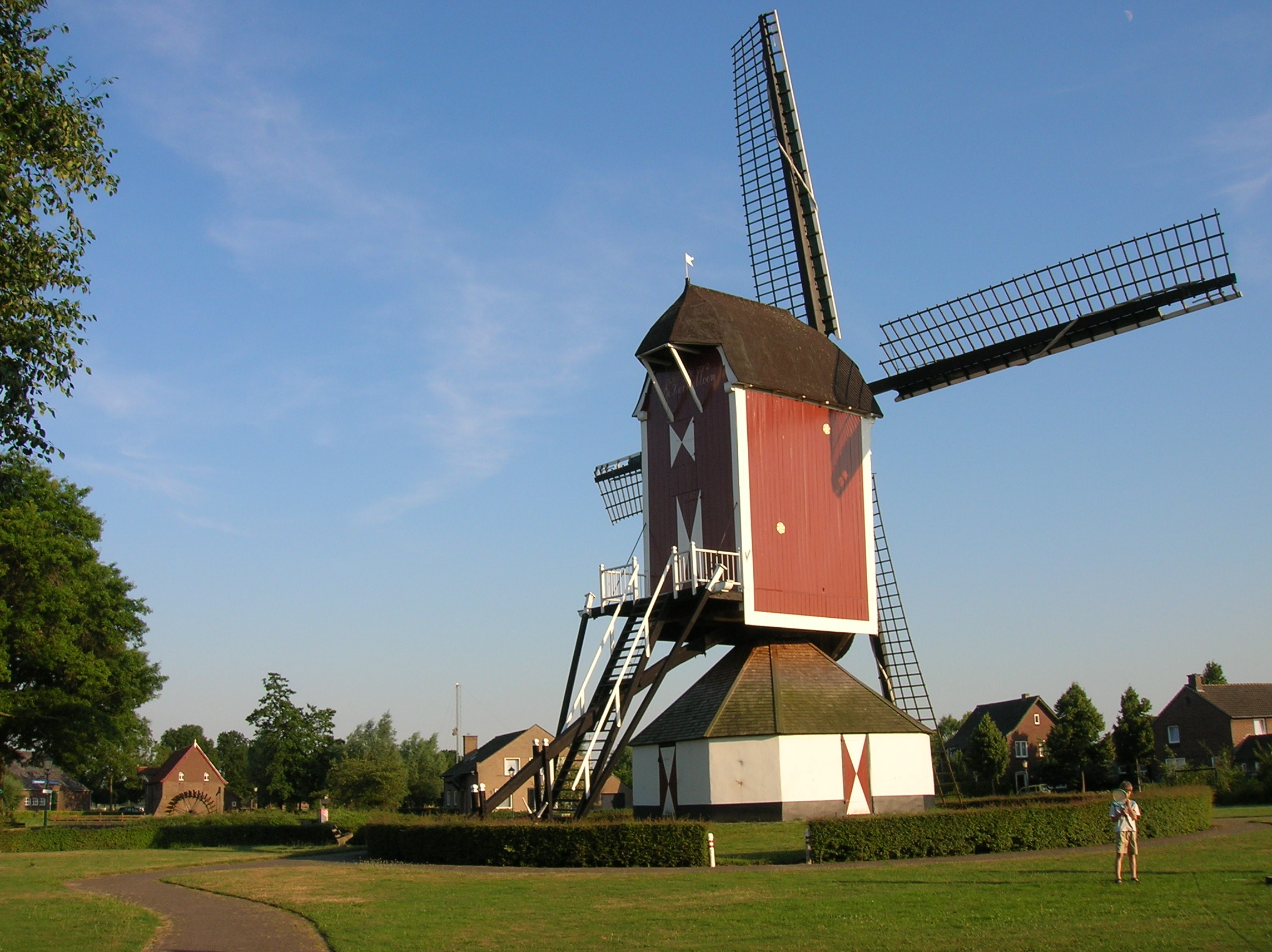
De ligging achter De Korenbloem